# Trawniki (gemeente)
De gemeente Trawniki is een landgemeente in het Poolse woiwodschap Lublin, in powiat Świdnicki (lubelski).
De zetel van de gemeente is in Trawniki.
Op 30 juni 2004 telde de gemeente 9115 inwoners.

## Oppervlakte gegevens
In 2002 bedroeg de totale oppervlakte van gemeente Trawniki 84,16 km², waarvan:
- agrarisch gebied: 85%
- bossen: 7%

De gemeente beslaat 17,95% van de totale oppervlakte van de powiat.

## Demografie
Stand op 30 juni 2004:
| Omschrijving                   | Totaal | Totaal | Vrouwen | Vrouwen | Mannen | Mannen |
| ------------------------------ | ------ | ------ | ------- | ------- | ------ | ------ |
| eenheid                        | aantal | %      | aantal  | %       | aantal | %      |
| inwoners                       | 9225   | 100    | 4677    | 50,7    | 4548   | 49,3   |
| bevolkingsdichtheid (inw./km²) | 109,6  | 109,6  | 55,6    | 55,6    | 54     | 54     |

In 2002 bedroeg het gemiddelde inkomen per inwoner 1197,8 zł.

## Plaatsen
Biskupice, Bonów, Dorohucza, Ewopole, Oleśniki, Pełczyn, Siostrzytów, Struża, Struża-Kolonia, Trawniki, Trawniki-Kolonia.

## Aangrenzende gemeenten
Fajsławice, Łopiennik Górny, Milejów, Piaski, Rejowiec Fabryczny, Siedliszcze